# The Simpsons Hit & Run
The Simpsons Hit & Run ist ein im September 2003 veröffentlichtes Computerspiel für Spielkonsolen und das Betriebssystem Windows, das auf der US-amerikanischen Fernsehserie Die Simpsons basiert. Der Titel wurde vom kanadischen Unternehmen Radical Entertainment entwickelt. Er erschien gleichzeitig für die drei damals aktuellen Spielkonsolen PlayStation 2, Xbox und GameCube sowie mit kurzem zeitlichen Abstand (November 2003) für den PC.

## Spielbeschreibung
In der Rolle verschiedener Simpsons-Protagonisten muss der Spieler diverse Aufgaben in einer Mischung aus Renn- und Jump-’n’-Run-Spiel erledigen und kann sich dabei frei in einem 3D-Modell der fiktiven Stadt Springfield bewegen. Dieses Grundkonzept erinnert teilweise an die Grand-Theft-Auto-Reihe.
Das Spiel ist in sieben Level unterteilt, in denen man jeweils eine aus der Serie bekannte Person in einem bestimmten Stadtteil steuert, wobei die Anzahl der möglichen Charaktere auf fünf beschränkt ist und es nur drei verschiedene Stadtteile gibt, welche sich in teilweise stark variierter Form wiederholen. Jedes Level wird mit einem kurzen Video beendet, das die Spielgeschichte weiterführt.
Als Extra wurden „Sammelkarten“, die jeweils auf eine Szene aus der Serie anspielen, in das Spiel eingebaut. In jedem Level sind sieben solcher Karten zu finden. Wenn man alle Karten im jeweiligen Level sammelt, erhält man ein Multiplayer-Minispiel. Zudem bekommt man eine Eintrittskarte für einen Itchy und Scratchy-Kurzfilm im Azteken-Theater in Level 3, wenn man am Ende alle 49 Sammelkarten im gesamten Spiel gefunden hat. Zudem wurden viele Gags aus der Serie übernommen.
In England bekam das Spiel den Diamond Award der Entertainment and Leisure Software Publishers Association (ELSPA) für mindestens eine Million verkaufte Einheiten.